# Maresquel-Ecquemicourt
Maresquel-Ecquemicourt è un comune francese di 904 abitanti situato nel dipartimento del Passo di Calais nella regione dell'Alta Francia.

## Società

### Evoluzione demografica
Abitanti censiti